# TLR9
Le TLR9 (« Toll-like receptor 9 ») ou CD289 est une protéine de type récepteur de type Toll dont le gène TLR9 est situé sur le chromosome 3 humain. C'est le seul récepteur de type Toll a reconnaitre l' ADN. Il reconnait l'ADN dérivé d'un pathogène et également l'auto-ADN dérivé de l'hôte .

## Rôles
Dans le foie, l'apoptose des hépatocytes entraîne le relargage d'ADN qui va activer le TLR9, ce qui va augmenter l'expression de l'interleukine 1bêta, entraînant une stéatose et une fibrose. Le TLR9 inhibe par ailleurs la migration des cellules stellaires hépatique sur les lieux de la lésion et facilite la production de collagène. Il intervient également dans la genèse de la stéatose hépatique non alcoolique.